# 南侨二校旧址
南侨二校旧址，位于中国广东省揭阳市揭东区白塔镇，为揭东区文物保护单位，类型为古建筑，公布时间为1988年。
南侨二校旧址的历史年代为1939年。